# Abdulmalik
Abdulmalik ibn Marván (646, Medína – 705, al-Sinnabra) byl arabský chalífa z rodu Umajjovců, vládnoucí v letech 685–705. Délka jeho vlády (na rozdíl od jeho předchůdců) mu umožnila upevnit moc v chalífátu, přičemž došlo ke zklidnění vnitřních poměrů, k rozvoji hospodářství a kultury, čímž byly dány předpoklady k výrazné vojenské expanzi za jeho nástupců.

## Mládí
Narodil se v Mekce, ale většinu dětství prožil v Medíně. Ve zdejších madrasách získal na svou dobu velmi dobré vzdělání. V době vlády svého otce Marvána I. byl zasvěcen do vysoké politiky a stal se následníkem Umajovského rodu, přímá linie Umajjovců tak přišla o následnictví z důvodu nezletilosti synů Jazída I. v době Marvánovy smrti.

## Vnitřní situace chalífátu
Při svém nástupu k moci roku 685 byl v nezáviděníhodné situaci. Loajální k němu byla pouze část Sýrie a nepřátelé se objevovali na všech světových stranách. Na severu se vzbouřil kmen Kajs a do země navíc vpadli Byzantinci. Na východě v Iráku a Íránu se proti Abdulmalikovi (naštěstí pro něj i proti stálému odpůrci Umajjovců Abdulláhovi ibn az-Zubajr) postavili nově konvertovaní Peršané, kteří brali víru fanatičtěji než samotní Arabové; vedl je Muchtár ibn Abi Ubajd. Na jihu v oblasti Hidžázu byl stále pánem/vzdorochalífou starý Abdulláh ibn az-Zubajr. Jedinou provincií oddanou Abdulmalikovi zůstal Egypt.
Největším problémem pro Abdulmalika byli Kajsovci, které podporoval byzantský císař Justinián II. Chalífa s ním nakonec musel uzavřít mír a na několik let platit tribut. Sýrii na víc zasáhla vlna neúrody a následného hladomoru. Naštěstí byla vojska Ibn az-Zubajrova zaměstnána bojem s Muchtárovými povstalci. Roku 687 byl však Muchtár poražen a zabit, Ibn az-Zubajrova pozice však nezesílila, protože v oblasti byli ještě aktivní cháridžité, v této době velmi militantní a radikální třetí odnož Islámu (vedle sunny a ší'i).
Až na podzim roku 691 uskutečnil Abdulmalik výpravu do Iráku a po úspěšné bitvě u Tikrítu se mu podařilo z oblasti vytlačit Ibn az-Zubajrova vojska. Poté vyslal svá vojska do Hidžázu, kde byla roku 691 dobyta Medína a rok na to po dlouhém obléhání i Mekka. Abdulláh ibn az-Zubajr padl se svými věrnými při bojích v okolí Ka'aby. Jednota říše tak byla obnovena.
V letech 692–698 pak pokračovala válka s cháridžity v Iráku a v Íránu. Jejich bojůvky byly nakonec poraženy, stejně jako poslední povstání na hranicích Chorásánu (dnešní Afghánistán). Uvnitř chalífátu tak zavládl mír.

## Předpoklady další expanze chalífátu
Abdulmalik byl dlouho zaměstnán vnitřními boji, což mu znemožňovalo větší zahraniční expanzi. To však paradoxně vedlo k nahromadění velkých vojenských sil uvnitř chalífátu, které mohly být za jeho následovníků použity k rozsáhlé expanzi.
Uskutečňovaly se pouze menší akce lokálního charakteru. V letech 690–692 vedli Arabové drobné boje v Anatolii, které jim přinesly územní zisky východně od pohoří Taurus, kde byly zlikvidovány poslední byzantské opěrné body.
Následně 693–698 probíhaly boje v severní Africe, kde se dlouho bojovalo o území Tuniska. Arabové zde museli zdolat silná postavení Byzantské říše, která často spolupracovala s domorodými Berbery. Roku 695 se místodržícímu se sídlem v Kairuánu Hasanovi ibn al – Nu'manovi podařilo obsadit Kartágo a proniknout do pohoří Atlas. Byzantské loďstvo se však vrátilo a Kartágo získalo zpět. Hasan ibn al – Nu'man se však vrátil roku 698 a Kartágo opět dobyl a zničil (tentokrát již naposledy). Byzantinci tak ztratili strategický opěrný bod a z pobřeží severní Afriky se stáhli. Pak zůstávali velkým problémem Berbeři, kteří byli vedeni náčelníkem Kusailou a poté královnou/náčelnicí Kahinou, která vyhnala arabská vojska z Atlasu. Roku 702 se Hasan ibn al – Nu'man vrátil s podstatně silnějším vojskem a Berbery porazil, přičemž založil Tunis. Po roce 705 pak Músa ibn Nusajr dokončil dobytí severní Afriky – pojmenované pak Maghreb.

## Kultura, hospodářství a společnost
Abdulmalik byl tvůrcem řady reforem, které vnitřně posílily chalífát. V dvorském ceremoniálu byly zavedeny způsoby styku s hodnostáři po vzoru Byzance a Persie. Státní aparát byl arabizován, perština řečtina byla nahrazována arabštinou, čímž načas vzniklo ve státní správě bilingvní prostředí. Významná reforma se také týkala finančnictví. Původní různé mince používané na dobytých územích byly nahrazeny čistě arabskými mincemi. Dále byla organizována jízdní pošta.
Zcela se musely změnit daňové příjmy, které byly založeny na dvojích platbách. Jednu platbu činili islamizovaní Arabové (náboženská daň a povinná almužna), druhou jinověrci, kterých byla většina. Masové konverze však snižovaly příjmy státní pokladny. Proto byly konvertitům ponechávány daně, které museli platit jinověrci, což zastavilo propad státních příjmů. Ze získaných daní se pak zdokonalovalo zemědělství čištěním, opravami a stavbou zavlažovacích kanálů. Dovážely a rozšiřovaly se nové plodiny a zvířata (například buvol z Indie).
Za Abdulmalika začalo období relativní vnitřní stability a míru, což předpokládalo také rozvoj kulturního života. Proslulé muslimské vědecké obory se teprve začínaly rodit postupnou přípravou a rozvojem myšlení, které vycházelo z Byzantských/křesťanských, perských/orientálních kořenů a hebrejských kořenů. Byly položeny základy arabskému výtvarnému umění, tvůrci uměleckých děl v době Abdulmalikově byli převážně členové podrobených národů Aramejců, Koptů, Arménů, Peršanů a dalších. Abdulmalik nechal v Jeruzalémě budovat Skalní dóm s bohatými mozaikovými výzdobami. V mešitách byly budovány mihráby – výklenky ukazující směr k Mekce.
Jediný kulturní obor, který v této době splňoval svou funkci a existoval bez výraznějších vnějších vlivů byla arabská poezie. Dvorním básníkem Abdulmalika byl Al-Achtal.